# Sun Music

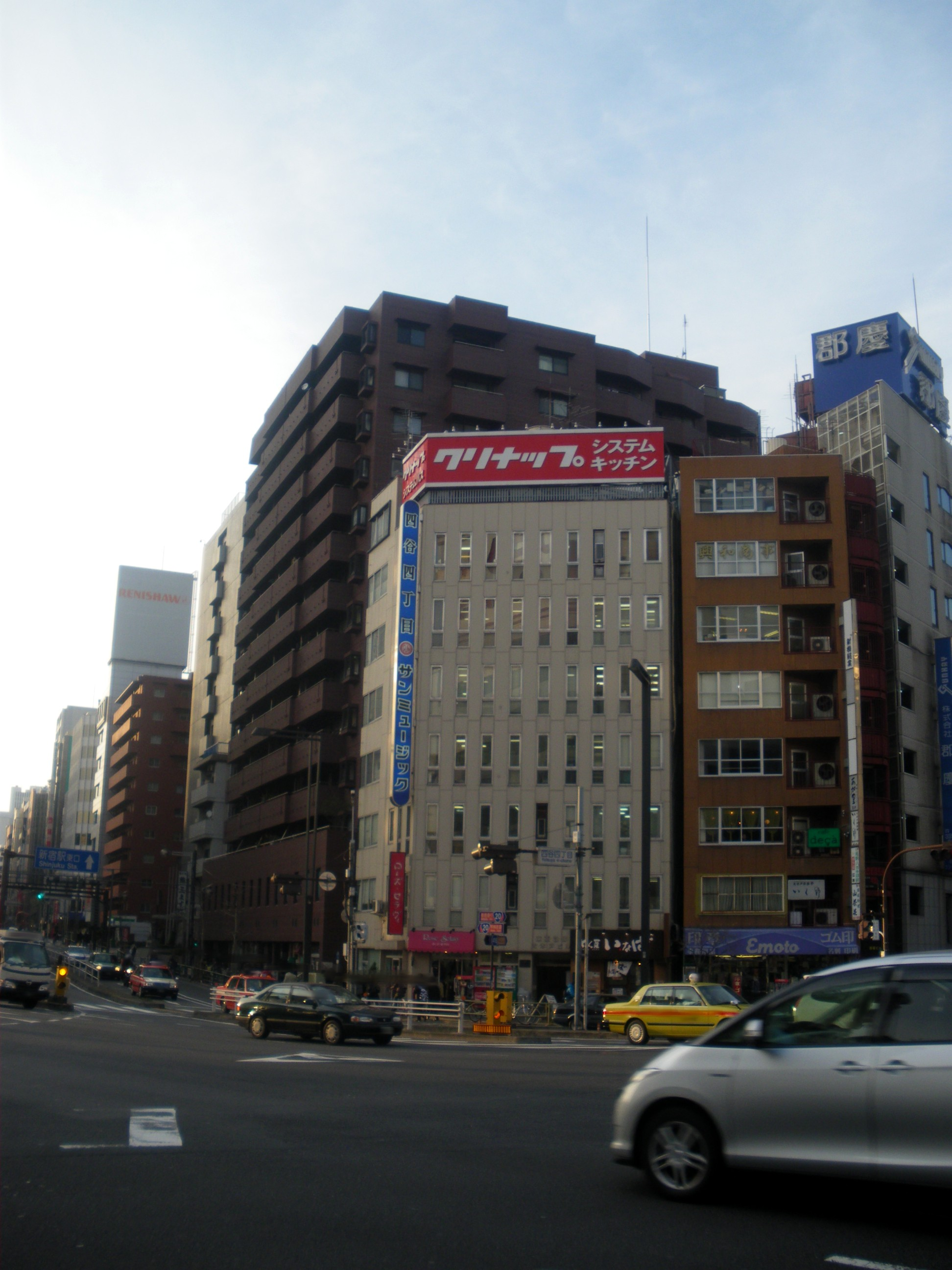
Le Sun Music Building situé dans le quartier de Yotsuya à Tokyo en 2009, avant son déménagement.

Le Sun Music Group (サンミュージックグループ) est une agence de talent et de divertissement japonaise fondée dans les années 1970. Il aura compté plusieurs artistes aujourd'hui populaires au Japon tels que Seiko Matsuda, Ayumi Hamasaki (à leurs débuts) ou encore Yukiko Okada (suicidée en sautant du haut du bâtiment de l'agence).
Existe également une société de production appelée Sun Music Production.
Initialement situé dans le quartier de Yotsuya dans la capitale de Tokyo, l'agence déménage en 2009 dans le quartier de Samon-cho, à Shinjuku toujours à Tokyo.

## Artistes
- Sunmyu~

## Anciens artistes
- Sachiko Kobayashi
- Kiyoko Suizenji
- Akira Matsushima
- Michiyo Nakajima
- Sayuri Katayama
- Hanetasu Nakatani
- Ai Ōtsuka
- Akiko Okaya (maintenant Oka Hiroe)
- Yumeko Kitaoka
- Junko Sakurada
- Seiko Matsuda
- Yukiko Okada (suicidée en 1986)
- Mieko Harada
- Mari Mizutani
- Eriko Tamura
- Sachiko Sakurai
- Yū Hayami
- Miyuki Kosaka
- Ayumi Hamasaki
- Noriko Sakai
- Kanna
- Keiko Toge
- Makiko Hashimoto
- Yasuko Kuwata
- Erika Yamakawa
- Pop-corn
- Takayuki Takemoto
- Keiko Mizukoshi
- Shibuya Teppei
- Yuki Ishii
- Miyuki Kawanaka
- Tesuro Adachi
- Aiko Sugita
- Yuko Fukudome
- Rumi Shishido
- Kimiko Koyama
- Haruhi Terada
- Yui Makino (change d'agence en mai 2012, maintenant chez Amuse, Inc.)
- Sayaka Akimoto
- Yuki Sunohara
- Yuki Kishi
- Atsuko Kurusu
- Miko Jinbo
- Masami Urabe
- Misa Shimizu
- Yuko Kinoshita
- Mika Yasuda
- Sawako Kitahara
- Tadayuki Nakajima (mort en 2006)
- Yukako Meguro
- Hiroko Arisawa
- Misaki Momose
- Mitsuho Otani
- Shiho Wakabayashi
- Haruo Mizuno
- Keiko Kubo
- Rika Izumi